# Cirrhoscyllium japonicum
La falsa pintarroja ensillada (Cirrhoscyllium japonicum) es una especie de elasmobranquio orectolobiforme de la familia Parascylliidae.